# Leung Chun Wing
Leung Chun Wing (20 januari 1994) is een Hongkongs voormalig baan- en wegwielrenner die reed voor HKSI Pro Cycling Team. Hij werd bij die ploeg in 2024 ploegleider.

## Baanwielrennen

### Palmares
| Jaar     | HK                                                                 | AK                                                                                | WK                                       | Overig                                                          |
| Junioren | Junioren                                                           | Junioren                                                                          | Junioren                                 | Junioren                                                        |
| -------- | ------------------------------------------------------------------ | --------------------------------------------------------------------------------- | ---------------------------------------- | --------------------------------------------------------------- |
| 2012     |                                                                    |                                                                                   | Omnium                                   |                                                                 |
| Elite    |                                                                    |                                                                                   |                                          |                                                                 |
| 2012     |                                                                    |                                                                                   |                                          |                                                                 |
| 2013     |                                                                    | ploegenachtervolging · 7e 1km tijdrit                                             | 12e ploegenachtervolging 18e 1km tijdrit | Oost-Aziatische Spelen: 4e achtervolging                        |
| 2014     | ploegenachtervolging                                               | ploegkoers · ploegenachtervolging                                                 | 13e ploegkoers 14e achtervolging         |                                                                 |
| 2015     | omnium · teamsprint · puntenkoers · scratch · ploegenachtervolging | ploegkoers                                                                        | 13e ploegkoers                           |                                                                 |
| 2016     |                                                                    | ploegkoers · 5e omnium                                                            | 12e omnium 28e ploegkoers                | Olympische Spelen: 11e omnium                                   |
| 2017     |                                                                    | scratch · omnium · 4e ploegkoers                                                  | 17e omnium 21e scratch                   |                                                                 |
| 2018     |                                                                    | ploegkoers · 4e omnium · 5e ploegenachtervolging                                  | 20e scratch 23e omnium                   | Aziatische Spelen: · ploegkoers · ploegenachtervolging · omnium |
| 2019     |                                                                    | 5e ploegenachtervolging · 5e ploegkoers · 5e omnium achtervolging · 4e ploegkoers | 14e ploegkoers                           |                                                                 |
| 2020     |                                                                    |                                                                                   |                                          |                                                                 |
| 2021     |                                                                    |                                                                                   |                                          |                                                                 |
| 2022     |                                                                    |                                                                                   |                                          |                                                                 |
| 2023     |                                                                    | ploegkoers · achtervolging                                                        | 20e achtervolging                        | Aziatische Spelen: 4e ploegkoers                                |
| 2024     | 5e ploegkoers 7e omnium                                            |                                                                                   |                                          |                                                                 |

## Wegwielrennen

### Overwinningen
2012
 Aziatisch kampioen tijdrijden, Junioren
2015
4e etappe Ronde van Ijen
2017
Hongkongs kampioen op de weg, Elite
Hongkongs kampioen tijdrijden, Elite

## Ploegen
- 2014 –  HKSI Pro Cycling Team
- 2015 –  HKSI Pro Cycling Team
- 2016 –  HKSI Pro Cycling Team
- 2017 –  HKSI Pro Cycling Team
- 2018 –  HKSI Pro Cycling Team
- 2019 –  HKSI Pro Cycling Team
- 2020 –  HKSI Pro Cycling Team
- 2021 –  HKSI Pro Cycling Team
- 2022 –  HKSI Pro Cycling Team
- 2023 –  HKSI Pro Cycling Team